# Джефф Бріджес
Дже́ффрі Ле́он «Джефф» Бріджес (англ. Jeffrey Leon "Jeff" Bridges, 4 грудня 1949, Лос-Анджелес, США) — американський актор, лауреат премії «Оскар» за найкращу чоловічу роль в 2010 році.

## Біографія
Перша поява Джеффа Бріджеса перед камерою відбулася у віці 4 місяців: разом з батьком, відомим актором Ллойдом Бріджесом, і братом Бо Бріджесом він знімався в телесеріалах.
Перш ніж піти в актори, Джефф працював у береговій охороні. Акторську освіту він здобув у студіях Герберта Бергдорфа та Ути Хаген у Нью-Йорку. Перші ролі Бріджес отримав ще студентом.
Перша ж велика роль принесла акторові успіх. За роль другого плану в «Останньому кіносеансі» (1971) у режисера Пітера Богдановича Бріджес отримав номінацію на премію «Оскар». Через три роки — нова номінація за фільм «Громила і стрибунець» (1974) режисера Майкла Чіміно. Першу номінацію за головну роль Джефф Бріджес отримав за фільм Людина з зірки (1984) Джона Карпентера. Свою четверту номінацію на «Оскар» Джефф Бріджес отримав у 2001 році за фільм «Претендент». У 2010 році він став володарем премії Американської кіноакадемії за роль у фільмі «Божевільне серце».
Джефф Бріджес зарекомендував себе не тільки як чудового актора; він також відомий як художник та фотограф – його твори виставляються у відомих галереях. У Джеффа Бріджеса є і музичний талант, який він продемонстрував ще в 1989 р. разом зі своїм братом Бо і Мішель Пфайфер в фільмі «Знамениті брати Бейкер». Він пише тексти й складає пісні, працює з Квінсі Джонсом.
Джефф Бріджес понад 30 років перебуває у шлюбі з дружиною Сьюзен. У нього три дочки. Проживає в Каліфорнії.

## Цікаві факти
- Джефф Бріджес отримав зірку на алеї слави в Голівуді за внесок у розвиток кіноіндустрії.
- Для зйомок фільму «Залізна Людина» Джефф Бріджес поголився налисо, відмовившись від використання гриму або комп'ютерної графіки.

## Особисте життя
Бріджес одружився зі Сьюзан Гестон у 1977 році. 19 жовтня 2020 року оголосив, що в нього виявили лімфому і він пройшов курс хіміотерапії. Брідж також повідомив, що заразився COVID-19 під час лікування, і зазначив, що це був важкий досвід, через який, за його словами, рак «виглядає як шматок пирога». Він сказав, що зараз повністю вакцинований проти COVID-19.

## Фільмографія
| Рік               | Фільм українською                                 | Фільм англійською                     | Роль                                       |
| ----------------- | ------------------------------------------------- | ------------------------------------- | ------------------------------------------ |
| 1971              | Останній кіносеанс                                | The Last Picture Show                 | Дуейн Джексон                              |
| 1971              |                                                   | Yin & Yang of Mr. Go                  | Неро Фінніган                              |
| 1972              | Жирне місто                                       | Fat City                              | Ерні                                       |
| 1972              | Погана компанія                                   | Bad Company                           | Джейк Румсі                                |
| 1973              |                                                   | Lolly-Madonna XXX                     | Зак Фезер                                  |
| 1973              | Останній герой Америки                            | The Last American Hero                | Роберт Гленні «Джуніор» Джонсон            |
| 1973              |                                                   | The Iceman Cometh                     | Дон Паррітт                                |
| 1974              | Громила і стрибунець                              | Thunderbolt and Lightfoot             | Лайтфут                                    |
| 1975              | Ранчо Делюкс                                      | Rancho Deluxe                         | Джек МакКі                                 |
| 1975              | Серця заходу                                      | Hearts of the West                    | Левіс Татер                                |
| 1976              | Залишайся голодним                                | Stay Hungry                           | Крейг Блек                                 |
| 1976              | Кінг-Конг                                         | King Kong                             | Джек Прескотт                              |
| 1979              | Зимове вбивство                                   | Winter Kills                          | Нік Кеган                                  |
| 1979              | Компанія американського успіху                    | The American Success Company          | Гаррі Флаверс                              |
| 1980              | Брама раю                                         | Heaven's Gate                         | Джон Бріджес                               |
| 1981              | Шлях Каттера                                      | Cutter's Way                          | Річард Юон                                 |
| 1982              | Трон                                              | Tron                                  | Кевін Флінн                                |
| 1982              | Поцілуй мене на прощання                          | Kiss Me Goodbye                       | Доктор Руперт Бейнс                        |
| 1982              | Останній єдиноріг                                 | The Last Unicorn                      | Принц Лір                                  |
| 1984              | Всупереч всьому                                   | Against All Odds                      | Террі Броган                               |
| 1984              | Людина з зірки                                    | Starman                               | Скотт Гайден                               |
| 1985              | Зазубрене лезо                                    | Jagged Edge                           | Джек Форрестер                             |
| 1986              | Вісім мільйонів способів померти                  | 8 Million Ways to Die                 | Метью Скудер                               |
| 1986              | На наступний ранок                                | The Morning After                     | Тьоренр Кендалл                            |
| 1987              | Надін                                             | Nadine                                | Вернон Гайтавер                            |
| 1988              | Такер: Людина і його мрія                         | Tucker: The Man and His Dream         | Престон Такер                              |
| 1989              | Побачимося вранці                                 | See You in the Morning                | Ларрі Лівінгстон                           |
| 1989              | Знамениті брати Бейкер                            | The Fabulous Baker Boys               | Джек Бекер                                 |
| 1990              | Техасвілль                                        | Texasville                            | Дуейн Джексон                              |
| 1991              | Король-рибалка (фільм)                            | The Fisher King                       | Джек Лукас                                 |
| 1992              | Американське серце                                | American Heart                        | Джек Кельсон                               |
| 1993              | Зникнення                                         | The Vanishing                         | Барні Козінс                               |
| 1993              | Безстрашний                                       | Fearless                              | Макс Клейн                                 |
| 1994              | Зметені вогнем                                    | Blown Away                            | Джіммі Дав                                 |
| 1995              | Дикий Білл                                        | Wild Bill                             | Джеймс Батлер 'Дикий Білл' Гікок           |
| 1996              | Білий шквал                                       | White Squall                          | Капітон Крістофер 'Скіппер' Шелдон         |
| 1996              | У дзеркала два обличчя                            | The Mirror Has Two Faces              | Грегорі Ларкін                             |
| 1996              | Приховано в Америці                               | Hidden in America                     | Вінсенрт                                   |
| 1998              | Великий Лебовські                                 | The Big Lebowski                      | Джеффрі Лебовскі                           |
| 1999              | Дорога на Арлінгтон                               | Arlington Road                        | Майкл Фарадей                              |
| 1999              | Симпатіко                                         | Simpatico                             | Лайл Картер                                |
| 1999              | Муза                                              | The Muse                              | Джек Варрік                                |
| 2000              | Претендент                                        | The Contender                         | Президент Джексон Еванс                    |
| 2001              | Сцени злочину                                     | Scenes of the Crime                   | Джіммі Берг                                |
| 2001              | Планета Ка-Пекс                                   | K-PAX                                 | Доктор Марк Повелл                         |
| 2002              |                                                   | Lost in La Mancha                     | Нарратор                                   |
| 2003              | Шоу століття                                      | Masked and Anonymous                  | Том Френд                                  |
| 2003              | Фаворит                                           | Seabiscuit                            | Чарльз Говард                              |
| 2004              | Двері в підлозі                                   | The Door in the Floor                 | Тед Кол                                    |
| 2005              | Аматори                                           | The Amateurs                          | Енді                                       |
| 2005              | Країна припливів                                  | Tideland                              | Ноах                                       |
| 2006              | Бунтарка                                          | Stick It                              | Берт Вікерман                              |
| 2007              | Тримай хвилю!                                     | Surf's Up                             | Зік «Великий Зі» Топанга                   |
| 2008              | Рік Собаки                                        | A Dog Year                            | Джон Катз                                  |
| 2008              | Залізна Людина                                    | Iron Man                              | Обадіг Стейн                               |
| 2008              | Як втратити друзів і змусити всіх тебе ненавидіти | How to Lose Friends & Alienate People | Клейтон Хардінг                            |
| 2009              | Відкрита дорога                                   | The Open Road                         | Кайл                                       |
| 2009              | Шалене серце                                      | Crazy Heart                           | Бед Блейк                                  |
| 2009              | Бойовий гіпноз проти кіз                          | The Men Who Stare at Goats            | Білл Джанго                                |
| 2010              |                                                   |                                       |                                            |
| Трон: Спадок      | Tron: Legacy                                      | Кевін Флінн                           |                                            |
| Справжня мужність | True Grit                                         | Рубен Когберн                         |                                            |
| 2011              | Суботнього вечора у прямому ефірі                 | Saturday Night Live                   | Господар                                   |
| 2012              |                                                   | A Place at the Table                  | Оповідач                                   |
| 2012              | Третій зайвий                                     | Ted                                   | камео                                      |
| 2013              | R.I.P.D. Примарний патруль                        | R.I.P.D.                              | Рой Сифус Палсіфер                         |
| 2013              |                                                   | Pablo                                 | Оповідач/Професор                          |
| 2014              | Посвячений                                        | The Giver                             | Хранитель спогадів                         |
| 2014              | Сьомий син                                        | Seventh Son                           | Джон Ґреґорі                               |
| 2015              | Маленький принц                                   | The Little Prince                     | Пілот                                      |
| 2016              | Будь-якою ціною                                   | Hell or High Water                    | Маркус Гамілтон                            |
| 2017              |                                                   | Dream Big                             | Розповідач                                 |
| 2017              |                                                   | The Only Living Boy in New York       | В.Ф. Джеральд                              |
| 2017              | Кінгсман: Золоте кільце                           | Kingsman: The Golden Circle           | Шампань                                    |
| 2017              | Вогнеборці                                        | Only the Brave                        | Дуейн Стейнбрінк                           |
| 2018              | Погані часи у «Ель Роялі»                         | Bad Times at the El Royale            | Дональд «Док» О'Келлі / отець Деніел Флінн |
| 2018              |                                                   | Living in the Future's Past           | Розповідач                                 |
| 2019              | Людина-павук: Далеко від дому                     | Spider-Man: Far from Home             | Iron Monger                                |
| 2022 – 2024       | Старий (серіал)                                   | The Old Man                           | Ден Чейс                                   |
| 2025              | Трон: Арес                                        | Tron: Ares                            | Кевін Флінн                                |